# Суперэкуменизм
Суперэкумени́зм (религио́зный плюрали́зм) — религиозное движение, стремящееся к унификации не только христианских конфессий (экуменизм), но и мировых религий во имя так называемого диалога религий.
В соответствии с суперэкуменической позицией,
- Все религии положительны и являются путями человека к Богу(ам) или к Высшей Истине. Бог(и) выражают себя в многообразии, мировые религии есть творчество человека и Богов. Мировые религии положительны тем, что являются носителями общечеловеческих ценностей.
- Религий много — Бог(и) едины. Нет религии выше или ниже, все религии равны и способствуют духовному росту своих последователей. Таким образом, суперэкуменизм — это религиозный плюрализм.

Суперэкуменизм призывает отбросить фанатизм, нетерпимость, ограниченность, религиозную гордыню, деление людей на христиан, мусульман, буддистов, индусов, иудеев и т. п.
В 1893 году теософы организовали и провели в Чикаго Всемирный конгресс религий (en:Parliament of the World's Religions), где от индуизма выступал индийский религиозный деятель Вивекананда.
Основные теоретики суперэкуменизма (религиозного плюрализма): Джон Хик, Ж. Миле, Люсьен Ричард (Lucien Richard), Пол Ниттер, Гарольд Каурд (Harold Coward), антиохийский православный богослов Митрополит гор Ливанских Георгий (Ходр).